# Aiko Nakamura
Aiko Nakamura (中村藍子?) es una jugadora de tenis profesional nipona, nacida el 28 de diciembre de 1983 en Osaka, Japón. Nakamura es la segunda tenista profesional de Japón con el ranking más alto de la WTA correspondiente al número 47 conseguido el 6 de agosto de 2007, tras su compatriota Ai Sugiyama que previamente, el 9 de febrero de 2004 consiguió estar como N.º 8 del ranking mundial de la WTA. 
Como su admirada Monica Seles, Nakamura es una jugadora capaz de jugar al tenis con ambas manos, aunque para el saque lo suele hacer con el brazo derecho. Ha ganado dos títulos de la Federación Internacional de Tenis en individuales y otros dos en dobles. Su mayor éxito en el circuito de la WTA lo consiguió en 2006 tras disputar y perder la final del AIG Japan Open Tennis Championships frente a la tenista francesa Marion Bartoli por 2–6, 6–2, 6–2.
En 2008 perdió en primera ronda del Abierto de Australia frente a la por entonces N.º 1 del ranking mundial de la WTA, la belga Justine Henin por 2-6, 2-6. En Roland Garros perdió en las rondas previas frente a la N.º 4 del ranking mundial de la WTA, la jugadora rusa Svetlana Kuznetsova por 2-6, 3-6.